# Tango (1932)
Tango, svensk kortfilm från 1932.

## Om filmen
Filmen spelades in den 30 oktober - 2 november 1931 i Filmstaden. Den hade premiär den 7 november 1932 och är tillåten från 15 år.

## Rollista
- Edvin Adolphson - han
- Elsa Burnett - hon
- Sture Lagerwall - tjuven